# Róbert Bak
Róbert Bak, auch Robert C. Bak (* 14. Oktober 1908 in Budapest; † 15. September 1974 in New York City) war ein ungarisch-amerikanischer Psychoanalytiker.

## Leben
Róbert Bak war der dritte Sohn einer wohlhabenden jüdischen Familie. Er studierte bis 1933 an der Universität Budapest Medizin und wurde von Imre Hermann (1899–1984), dem er sein Leben über verbunden blieb, in der Psychoanalyse ausgebildet. Nach dem Examen arbeitete er in der staatlichen Anstalt Lipótmező (Országos Pszichiátriai és Neurológiai Intézet) und an der Psychiatrischen und Nervenklinik der Universität Budapest. Gemäß dem seinerzeitigen Forschungsstand befasste er sich mit der Insulinschocktherapie und mit der von Ladislas J. Meduna in Budapest entwickelten Cardiazol-Krampf-Therapie.
Ende 1936 wurde der Dichter und Kommunist Attila József sein Analysand, nachdem dessen Therapie von Edit Gyömrői abgebrochen worden war. Bak schlug eine Kur in einem Sanatorium vor. József beging Ende 1937 Suizid. Über die Krankheit des Dichters verfasste Bak über die Jahre eine Reihe von wissenschaftlichen Artikeln, zuletzt noch 1973. Beim XV. Internationalen Psychoanalytischen Kongress in Paris hielt er am 1. August 1938 einen Vortrag, worin er „das Trauma der Geburt aus dem Temperatursturz bei der Geburt“ herleitete, was Otto Fenichel unter „Unfug“ bezeichnete. Der zunehmende Antisemitismus unter dem autoritären ungarischen Regime von Miklós Horthy führte dazu, dass Bak 1940 bei Eisenbahnbauarbeiten im von Ungarn zurückgewonnenen Siebenbürgen Zwangsarbeit leisten musste, und veranlasste ihn 1941 zur Flucht in die Vereinigten Staaten, wo er am 7. Juni 1941 ankam.
In New York arbeitete er als Psychiater und Psychoanalytiker. Ab 1947 war er Lehranalytiker und wurde eine wichtige Person am New York Psychoanalytical Institute, wo er Lehrveranstaltungen abhielt. Von 1957 bis 1959 war er Präsident der New York Psychoanalytical Society, deren Mitglied er 1943 geworden war. Als Gastprofessor lehrte er auch am Albert Einstein College of Medicine. Zu seinen Kolleginnen zählten Phyllis Greenacre, Edith Jacobson und Margaret Mahler, seine Arbeit war auch beeinflusst von Heinz Hartmann. Seinen Lehrer Imre Hermann besuchte er 1969 zu dessen 80. Geburtstag in Ungarn. Sein Schriftenverzeichnis umfasst 25 Arbeiten, die er in Ungarisch, Deutsch oder Englisch schrieb, fünf davon zum Thema Attila Jozsef.

## Schriften
- Zur Frage des Wirkungsmechanismus der Cardiazolschock-Behandlung. Nervenarzt 12 (1939), S. 444–449.
- T. Lehoczky, M. Eszenyi, B. Horányi-Hechst, Robert Bak: Katamnestische Untersuchungen über die Insulin-Schock und Konvulsionstherapie der Schizophrenie. Zschr. Neurol. Psychiatr. 166 (1939), S. 24–80.
- Temperamentur-Orientierung und Überfliessen der Ichgrenzen in der Schizophrenie. Schweizer Archiv für Neurologie, Neurochirurgie und Psychiatrie, 46 (1941) S. 158–177.
- Fetishism. Journal of the American Psychoanalytical Association, 1–2 (1953) S. 285–297.
- Aggression and perversion. In: Sándor Lorand (Hrsg.), Perversions: psychodynamics and therapy. Random House, New York 1956, S. 231–240.
- The phallic woman: The ubiquitous fantasy, Psychoanalytic Study of the Child, 23 (1968), S. 16–36.
- Being in love and object loss. International Journal of Psycho-Analysis, 54 (1973) S. 1–8.